# Villa Carmignani
Villa Carmignani è un complesso agricolo storico di oltre dieci ettari situato in località Poggio Pallone, nel comune di Collesalvetti. È di proprietà della Cassa Nazionale Forense a seguito di una donazione fatta dall’avvocatessa Giuliana Carmignani.

## Fondazione della Villa
L’edificio viene nominato per la prima volta nella mappa catastale del 1817. La villa venne inizialmente concepita come podere da caccia da uno dei personaggi più noti della famiglia, Giovanni Carmignani. È grazie a questa figura se la famiglia di tradizione agricola è riuscita a nobilitarsi. Sulla fondazione della villa non esistono documenti espliciti, poiché il palazzo della famiglia a Pisa venne bombardato, e quindi si suppone che sia stato Giovanni a volere la costruzione della villa, mentre il fratello Vincenzo, medico e naturalista, fece costruire la limonaia e la cappella. La casa colonica venne costruita agli inizi del Novecento.
Durante il XIX secolo, fu proprio Giovanni che iniziò a svolgere alcune attività sulle proprietà di famiglia, e principalmente si interessò al podere situato a Collesalvetti. Nonostante la costruzione della Villa e della Cappella,  passò gli ultimi anni della sua vita nella città di Pisa dove era situato il palazzo della famiglia. I suoi successori utilizzarono la villa come residenza di campagna, per trascorrervi i mesi estivi. L'ultima esponente della famiglia, Giuliana Carmignani, nata nel 1918, figlia dell'ingegnere Giovanni Carmignani (1870-1921) e della piemontese Adele Sella, riuscì a valorizzare la villa, solamente dopo la fine della Seconda guerra mondiale. Infatti la famiglia, compresa Giuliana, nel biennio del 1943-44 si dovette trasferire a Collesalvetti a causa dei bombardamenti che uccisero la madre Adele e distrussero il palazzo Carmignani situato sul Lungarno di Pisa. Giuliana visse questi drammi a Collesalvetti, mentre ospitava nella villa sfollati appartenenti ad altri rami della famiglia. Il 19 giugno 1943 la villa venne requisita per potervi trasferire la Regia Conservatoria delle ipoteche di Livorno, per poter evitare che questo ufficio fosse distrutto dalle incursioni nemiche.
Giuliana così prestò servizio come crocerossina all'ospedale Carità di Pisa, e si laureò il 9 dicembre in Giurisprudenza con una tesi intitolata "Alcuni ritocchi al codice penale". Dopo l'armistizio, il 23 novembre i nazisti occuparono la villa, che venne utilizzata come stazione per la posta militare. Solo il 18 luglio 1944 la villa venne liberata dagli Alleati, che l'anno dopo la lasciarono. Durante l'anno di occupazione da parte degli Alleati, venne trasformata in un campo militare, e questo provocò diversi danni alla proprietà: finestre rotte, impianti elettrici scomparsi, diversi lecci tagliati per favorire le comunicazioni e per riscaldare la truppa.
Nel 1948 la proprietaria riuscì ad ottenere un risarcimento, ma faticò per poter restituire la dignità perduta alla villa, la quale ormai simboleggiava la decadenza di una famiglia e allo stesso tempo l'unico ricordo della dinastia. L'avvocatessa non ebbe figli e si spense nel 1979. La villa fu così donata alla Cassa Nazionale Forense con progetto di trasformarla in una casa di riposo per anziani, ma così non fu. Infatti solo a partire dagli anni novanta la Cassa ha iniziato un percorso di recupero della villa, mediante una serie di interventi che hanno portato al restauro delle strutture, ma soprattutto nella messa a norma. Questa operazione è riuscita a ripristinare la villa senza perdere lo stile caratteristico della campagna toscana.

## La casa padronale
La casa si presenta come un edificio a tre piani, con un corpo secondario laterale a due piani, con uno stile tipico della campagna toscana. L’edificio principale è costituito da un ingresso che conduce all’uscita posteriore sul giardino; ai lati dell’ingresso sono situati il soggiorno e altri ambienti di passaggio, dove si trovano il camino più antico e due miniature che rappresentano la veduta della Villa dall'alto. Una scala conduce ai piani superiori,  dove è situata la cucina. Al secondo piano si trovano camere e stanze per la lettura. All'interno rimangono le foto ed i ritratti dei membri della famiglia Carmignani. La maggior parte del mobilio risale a prima del novecento, ad eccezione di alcuni pezzi più recenti; degni di nota sono i testi che vi si trovano all'interno, gran parte di diritto con edizioni che risalgono fino al XIX secolo. Inoltre al secondo piano sono collocati due camini molto più moderni. La struttura è stata fornita di ascensore durante le azioni di recupero della Villa 
L’ambiente minore è costituito da quattro stanze separate su entrambi i piani, con una scala che collega questi ultimi. Il fabbricato su due piani è abitato.
In precedenza le infiltrazioni che si erano verificate all’interno della Villa avevano causato il distacco di intonaci in alcuni punti della casa, e le tinteggiature sui soffitti erano in parte scomparse. Successivamente l'intera struttura della Villa fu sottoposta a un percorso di recupero grazie all'aiuto della Cassa Forense che è riuscita a restaurare la struttura, modernizzandola senza alterarla sostanzialmente.

## La cappella gentilizia

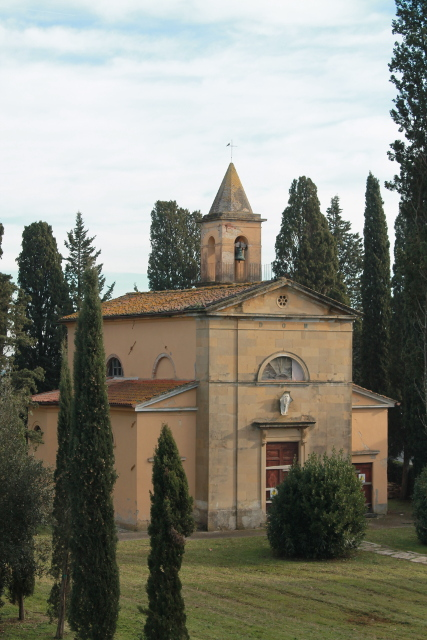
La cappella gentilizia

La cappella gentilizia fu voluta da entrambi i fratelli con funzione di cimitero per seppellire i parenti visto l’impossibilità di seppellirli nell’oratorio di San Pietro in Castello, dove la famiglia aveva il privilegio di seppellire i propri cari, al contrario di quanto la legge francese stabiliva. Nel 1842 questo privilegio fu revocato alla famiglia Carmignani a seguito del malcontento creatosi da parte delle famiglie del paese. 
La chiesa, collegata al complesso di villa Carmignani, è intitolata a San Giovanni Evangelista e si colloca sul lato est, sulla strada che collega Collesalvetti a Fauglia. La costruzione risale al 1845 e la consacrazione avvenne nel 1851. La pianta è a croce latina con un'unica navata. Il portale di ingresso è sovrastato dallo stemma della famiglia Carmignani e la tinteggiatura esterna è di un color rosa cipria. La cappella è l'unica struttura che non è stata sottoposta a restauro ed è inaccessibile perché pericolante.

## La limonaia

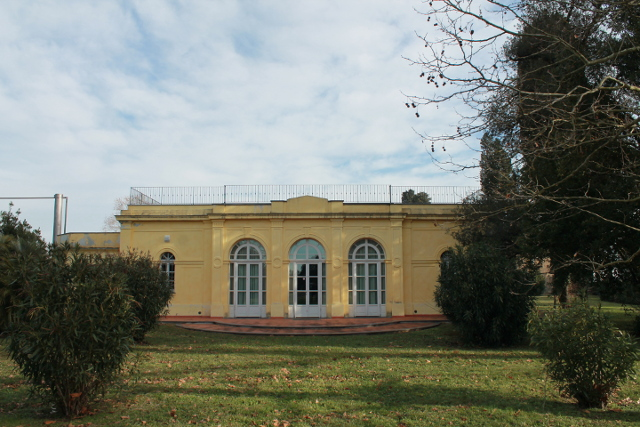
La limonaia

Questo edificio, nonostante avesse come scopo quello di essere una serra per agrumi, si presenta con elementi di buona fattura e uno stile molto elegante.
La piccola costruzione è posta ad est del fabbricato principale, dotata di ampie portefinestre e con un solo pian terreno. Gli archi attorno alle porte sono fatti di cemento. La ristrutturazione ha reso questo edificio una sede per convegni.

## La casa colonica

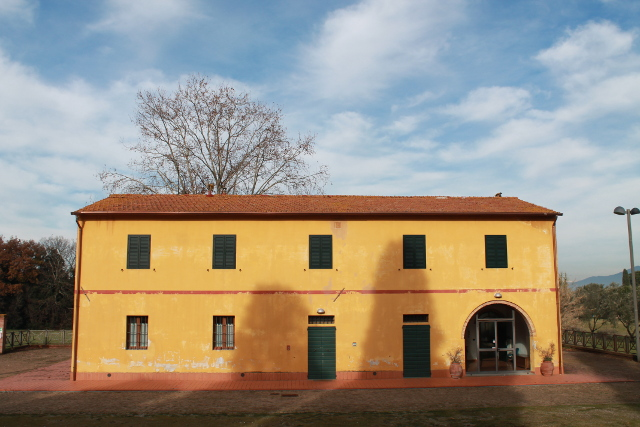
Casa colonica

Questo fabbricato venne costruito, tra il 1925 e il 1930, per scopi agricoli, è caratterizzato da una costruzione semplice ed essenziale su due piani, posto ad est della zona edificata. Costituito principalmente da materiali come pietrame e mattoni e rimodernato tramite gli interventi effettuati durante gli anni Novanta. Al pian terreno, in precedenza, erano situate le stanze le quali servivano per la conservazione e lavorazione dei vari prodotti agricoli, ma anche per riparare gli attrezzi e per ricoverare il bestiame quando era necessario.
All’interno precedentemente erano collocati la cantina, la tinaia, il garage e la stalla. Al primo piano vi erano due appartamenti, uno di quattro stanze e l’altro di due, i quali comprendevano cucina e bagno. Oggi questa struttura viene utilizzata per mostre d'arte e per convegni. All'entrata si trova un salone molto ampio dove si possono allestire eventi, e ai piani superiori era collocato il proiettore per cinema all'aperto che si svolgeva durante il periodo estivo. 

## Arena cinema di villa Carmignani

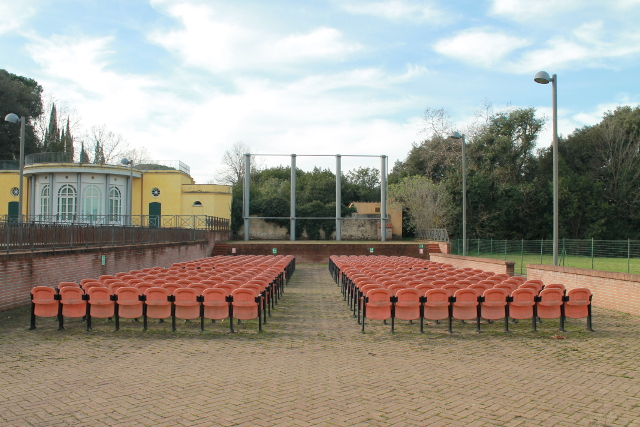
Arena cinema

Durante il periodo della restaurazione alla villa fu aggiunto uno spazio adibito a cinema e teatro all'aperto. Questo spazio comprende un palco, dotato di un impianto per sostenere il telo dove poter proiettare i film, e 100 posti a sedere per la visione degli spettacoli. L'arena è compresa tra la villa, la casa padronale e la cappella. L'arena è stata utilizzata per concerti, spettacoli di danza e soprattutto per le proiezioni cinematografiche durante il periodo estivo. 

## Informazioni su villa Carmignani
La villa è chiusa al pubblico, e solo tramite permesso comunale vi si può accedere per visitarne l'esterno, l'interno e tutte le altre strutture adiacenti. La sezione a due piani della villa è abitata.